# Polifontes
Polifontes (en grec antic Πολυφόντης), va ser, segons la mitologia grega, un heràclida que arribà a ser rei de Messènia.
No estava content amb el repartiment que havien fet els heràclides del Peloponès, i creia que Cresfontes havia manipulat el sorteig per quedar-se amb Messènia. Va matar Cresfontes i es va quedar amb el regne i amb Mèrope, vídua del rei, i va matar dos dels fills d'ella. La reina va salvar el seu fill petit, Èpit, que va enviar a Etòlia. Quan Èpit va ser gran, va propiciar una guerra contra Polifontes, en la qual va derrotar i matar el seu pare.